# Dmitrij Alekszandrovics Galjamin
Dmitrij Alekszandrovics Galjamin (oroszul: Дмитрий Александрович Галямин; Moszkva, 1963. január 8. –) orosz labdarúgóedző, korábban szovjet és orosz válogatott labdarúgó.

## Pályafutása

### Klubcsapatban
Moszkvában született. Utánpótlásszinten a Szpartak Moszkva csapatában nevelkedett. 1981-ben a CSZKA Moszkva igazolta le, ahol tíz éven keresztül játszott. 1991-ben szovjet bajnoki címet és kupát nyert. Még abban az évben Spanyolországba szerződött az Espanyolhoz, ahol három szezont töltött. 1995-ben a szintén spanyol CP Mérida játékosaként fejezte be a pályafutását.  

### A válogatottban
1990 és 1991 között 12 alkalommal szerepelt a szovjet válogatottban. 1992-ben 1 mérkőzésen lépett pályára a FÁK válogatottjában. 1993 és 1994 között 6 alkalommal játszott az orosz válogatottban. Részt vett az 1994-es világbajnokságon.

### Edzőként
Aktív pályafutását követően edzősködni kezdett. 1996 és 1999 között az Espanyol segédedzője volt. Később hazatért Oroszországba és számos csapatnál vállalt munkát. Megíbzott edzőként és sportigazgatóként is dolgozott többek között az FK Himki, a Tom Tomszk, az Anzsi Mahacskala, a Szpartak Nyizsnyij Novgorod, a FK Szaturn, a Zenyit Szankt-Petyerburg, a Gyinamo Moszkva, a kazah Kajrat Almati és a Krilja Szovetov együttesénél.  

## Sikerei, díjai

### Játékosként
CSZKA Moszkva
- Szovjet bajnok (1): 1991
- Szovjet kupagyőztes (1): 1990–91